# 강순 (1898년)
강순(姜舜, 1898년 ~ ?)은 한국의 좌익 계열 독립운동가이자 정치인이었다.

## 생애
경상남도 진주 출생으로, 1919년 3.1 운동에 참여하다 투옥되었으며 1921년 사회주의 운동에 관여하다 재류금지처분을 받자 만주로 망명하여 조선공산당 재건운동 등에 관련하였다. 1935년에는 중국 난징에서 창당된 한국민족혁명당에 참여하였으나 민족주의 계열과 통합에 실패하고 사회주의 계열의 조선민족통일전선이 형성되자 거기에 참여하였다. 그러다 1940년대 충칭에 재정착한 대한민국 임시정부에 민족혁명당도 합류하자 대한민국 임시의정원에 의원으로 참가하였다.
해방 이후 1946년 5월 귀국, 9월에는 좌우대립으로 교착상태에 빠져있다가 온건 좌익 대표로 교체된 좌우합작위원회 준비회담에 참여하여 좌우 절충안을 제시하는 등 민족통일전선 노선을 이어갔다. 1946년 11월 황한철(黃漢喆)·이지탁(李智鐸) 등과 함께 근로대중당(勤勞大衆黨)을 창당하고 위원장에 취임하였고, 이후 여운형을 중심으로 통합한 근로인민당에 참여하여 같은 해 12월 탁창혁(卓昌赫)과 함께 근로인민당 대표 자격으로 남조선과도입법의원 관선의원에 선임되었다.
1948년 4월 남북 연석회의에 참여한 이후 북한에 남아있다가 그 해 8월에 최고인민회의 제1기 대의원, 1962년 10월에 최고인민회의 제3기 대의원 및 상임위원을 역임한 것이 확인되나 이후의 행적은 불명이다.

## 참조
- 강순 (姜舜) - 한국민족문화대백과사전